# Polygrapha tyrianthina
Polygrapha tyrianthina (denominada popularmente, em inglês, King Leafwing) é uma borboleta neotropical da família Nymphalidae e subfamília Charaxinae, encontrada no noroeste da América do Sul, no Equador, Peru, Bolívia, até o Brasil (no Pantanal; estados do Mato Grosso e Mato Grosso do Sul até São Paulo). Foi classificada por Salvin & Godman, com a denominação de Paphia tyrianthina, em 1868 e com seu tipo nomenclatural coletado na Bolívia (cordilheira de Apolobamba).

## Descrição
Adultos desta espécie, do sexo masculino, vistos por cima, possuem as asas de contornos falciformes e com envergadura chegando a até 8.6 centímetros, de tonalidade castanha, principalmente nas asas posteriores, com tons de púrpura-avermelhado a azulados, bem presentes em suas asas anteriores. As fêmeas são igualmente impressionantes, sendo castanho-escuras com uma larga faixa abóbora correndo através das asas anteriores que as fazem se assemelhar aos machos da espécie Polygrapha suprema. Vistos por baixo, apresentam a semelhança com uma folha seca, com finos desenhos mosqueados.

## Hábitos
Polygrapha tyrianthina é encontrada em habitats de floresta tropical e subtropical úmida, em altitudes entre 200 e 800 metros; voando no dossel florestal e descendo para se alimentar de carniça e frutos em fermentação.